# Everywhere (坂本真綾のアルバム)
『everywhere』は、坂本真綾の初のベスト・アルバム。

## 解説
自身のCDデビュー15周年を記念し、30歳の誕生日で、初の武道館ライブ（坂本真綾 15周年記念LIVE「Gift」）を開催した2010年3月31日にSHM-CD仕様の2枚組ベストアルバムとして発売した。
これまでに出したシングルやアルバムなどから坂本真綾自身が厳選した29曲、および本人による初作詞作曲の新曲「everywhere」を加えた合計30曲を収録している。なお「マジックナンバー」はリミックス、「ループ」はリアレンジ曲として収録されている。「everywhere」はレコチョクのCMソングに採用された。
初回限定盤には収録曲「マジックナンバー」と「everywhere」のPVが収録されたDVDが付属する。
本作はオリコンチャートにおいて、初登場3位を記録。同チャートにおいては、2009年発表のアルバム『かぜよみ』、ライブDVD『坂本真綾 LIVE TOUR 2009 "WE ARE KAZEYOMI!"』に続き、3作連続で3位を記録した。
累計出荷枚数は6.7万枚。

## 収録曲

### Disc1
| #         | タイトル                   | 作詞           | 作曲         | 編曲       | 時間  |
| --------- | -------------------------- | -------------- | ------------ | ---------- | ----- |
| 1.        | 「I.D.」                   | 坂本真綾       | 菅野よう子   | 菅野よう子 | 4:39  |
| 2.        | 「マメシバ」               | 坂本真綾       | 菅野よう子   | 菅野よう子 | 6:07  |
| 3.        | 「birds」                  | サカモトマーヤ | カンノヨウコ | hog        | 5:30  |
| 4.        | 「うちゅうひこうしのうた」 | 一倉宏         | 菅野よう子   | 菅野よう子 | 3:45  |
| 5.        | 「指輪 -23カラット-」      | 岩里祐穂       | 菅野よう子   | 菅野よう子 | 3:41  |
| 6.        | 「奇跡の海」               | 岩里祐穂       | 菅野よう子   | 菅野よう子 | 4:18  |
| 7.        | 「ヘミソフィア」           | 岩里祐穂       | 菅野よう子   | 菅野よう子 | 4:07  |
| 8.        | 「紅茶」                   | 坂本真綾       | 菅野よう子   | 菅野よう子 | 5:31  |
| 9.        | 「風が吹く日」             | 岩里祐穂       | 菅野よう子   | 菅野よう子 | 5:53  |
| 10.       | 「Gift」                   | 岩里祐穂       | 菅野よう子   | 菅野よう子 | 5:47  |
| 11.       | 「パイロット」             | 坂本真綾       | 菅野よう子   | 菅野よう子 | 3:55  |
| 12.       | 「tune the rainbow」       | 岩里祐穂       | 菅野よう子   | 菅野よう子 | 5:30  |
| 13.       | 「カザミドリ」             | 坂本真綾       | 横田はるな   | 渡辺善太郎 | 4:50  |
| 14.       | 「約束はいらない」         | 岩里祐穂       | 菅野よう子   | 菅野よう子 | 3:32  |
| 15.       | 「ループ 〜sunset side」   | h's            | h-wonder     | 森俊之     | 4:49  |
| 合計時間: | 合計時間:                  | 合計時間:      | 合計時間:    | 合計時間:  | 71:54 |

### Disc2
| #         | タイトル                      | 作詞               | 作曲         | 編曲                                | 時間  |
| --------- | ----------------------------- | ------------------ | ------------ | ----------------------------------- | ----- |
| 1.        | 「マジックナンバー<123!mix>」 | 坂本真綾           | 北川勝利     | 北川勝利 ストリングアレンジ：河野伸 | 4:58  |
| 2.        | 「Remedy」                    | 坂本真綾           | solaya       | solaya                              | 4:31  |
| 3.        | 「光あれ」                    | 坂本真綾           | 菅野よう子   | 菅野よう子                          | 4:23  |
| 4.        | 「僕たちが恋をする理由」      | 坂本真綾           | 高田みち子   | 森俊之                              | 5:31  |
| 5.        | 「ダニエル」                  | troy               | 菅野よう子   | 菅野よう子                          | 3:46  |
| 6.        | 「ユッカ」                    | 岩里祐穂           | 菅野よう子   | 菅野よう子                          | 4:54  |
| 7.        | 「blind summer fish」         | サカモトマーヤ     | カンノヨウコ | hog                                 | 3:54  |
| 8.        | 「gravity」                   | troy               | 菅野よう子   | 菅野よう子                          | 3:16  |
| 9.        | 「NO FEAR／あいすること」     | 鈴木祥子           | 鈴木祥子     | 鈴木祥子                            | 4:10  |
| 10.       | 「30minutes night flight」    | 坂本真綾           | 山田稔明     | 森俊之                              | 5:58  |
| 11.       | 「プラチナ」                  | 岩里祐穂           | 菅野よう子   | 菅野よう子                          | 4:09  |
| 12.       | 「Feel Myself」               | 坂本真綾・岩里祐穂 | 菅野よう子   | 菅野よう子                          | 6:54  |
| 13.       | 「ユニバース」                | 坂本真綾           | 鈴木祥子     | 森俊之                              | 4:28  |
| 14.       | 「ポケットを空にして」        | 岩里祐穂           | 菅野よう子   | 菅野よう子                          | 4:01  |
| 15.       | 「everywhere」                | 坂本真綾           | 坂本真綾     | 河野伸                              | 5:36  |
| 合計時間: | 合計時間:                     | 合計時間:          | 合計時間:    | 合計時間:                           | 70:29 |

## 参加ミュージシャン
| ループ 〜sunset side - Drums：玉田豊夢 - E.Bass：沖山優司 - Guitars:小倉博和 - A.Piano：森俊之 - Trombone：村田陽一・奥村晃 - Flugel Horn：菅坂雅彦 - Background Vocal：坂本真綾 | マジックナンバー<123!mix> - Drums：佐野康夫 - E.Bass：美久月千晴 - Guitars：今堀恒雄 - A.Piano：河野伸 - Percussion：三沢またろう - Synthesizer Programming：長谷泰宏 - Strings：弦一徹ストリングズ - Background Vocal＆Chorus：坂本真綾 | everywhere - Drums：佐野康夫 - E.Baas：大神田智彦 - Guitars：石成正人 - A.Piano：河野伸 - Strings：金原千恵子ストリングズ - Background Vocal＆Chorus：坂本真綾 |